# Remigijus Žemaitaitis

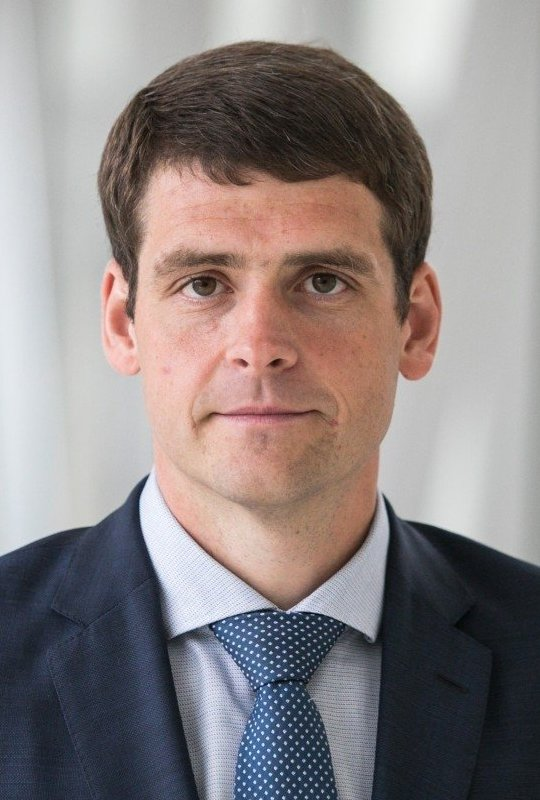
Remigijus Žemaitaitis

Remigijus Žemaitaitis (* 30. Mai 1982 in Šilutė, Litauen) ist ein litauischer Politiker, seit 2009 Mitglied des Seimas (mit einer mehrmonatigen Unterbrechung im Jahr 2024) und seit 2023 Vorsitzender der nationalpopulistischen Partei Nemuno aušra. Zuvor war er von 2016 bis 2020 Parteivorsitzender der Tvarka ir teisingumas bzw. von 2020 bis 2022 von Laisvė ir teisingumas. Aufgrund der von Žemaitaitis vertretenen antisemitischen Positionen und einer Anklage ist er umstritten. Im Kontext der Regierungsbildung im November 2024, kam es deshalb zu mehreren Demonstrationen.

## Leben
Nach dem Abitur 2000 am 1. Gymnasium Šilutė absolvierte Žemaitaitis von 2000 bis 2005 das Magisterstudium der Rechtswissenschaften (Spezialisierung: Handelsrecht) an der Vilniaus universitetas. Ab 2006 studierte er im Masterstudiengang der Wirtschaft an der Vilnius University International Business School in Vilnius.
Von August 2002 bis Juli 2005 arbeitete Žemaitaitis als Jurist im Unternehmen UAB „Dervira“ und 2004 in der Obersten Wahlkommission. Von 2004 bis 2005 war er Spezialist am 2. Stadtkreisgericht Vilnius, 2005 Richtergehilfe, von 2005 bis 2007 Gehilfe des Vorsitzenden im Bezirksgericht Vilnius. Anschließend war er von 2007 bis 2008 als Berater des Bürgermeisters der Stadt Vilnius Juozas Imbrasas (Tvarka ir teisingumas) sowie 2009 als Mitarbeiter der EU-Abgeordneten Rolandas Paksas (ebenfalls TT) und J. Imbrasas tätig.
Als der Sozialdemokrat Zigmantas Balčytis 2009 in das Europäische Parlament gewählt wurde und seinen Sitz im Seimas aufgab, kam es in dessen bisherigem Wahlkreis Šilalė-Šilutė zu einer Nachwahl, die Žemaitaitis als Kandidat der nationalkonservativen und rechtspopulistischen Partei Tvarka ir teisingumas (TT; „Ordnung und Gerechtigkeit“) gewann. Bei der Parlamentswahl 2012 verteidigte er seinen Sitz in diesem Wahlkreis. 
Vier Jahre später zog er bei der Wahl im Oktober 2016 an der Spitze der nationalen Liste von TT erneut in den Seimas ein. Bei dieser Wahl musste die Partei deutliche Verluste hinnehmen. Rolandas Paksas trat vom Parteivorsitz zurück und Žemaitaitis wurde sein Nachfolger. 2017 schlug er die Wiedereinführung der Todestrafe vor. Von September 2018 bis November 2019 war er zudem Stellvertretender Präsident des Seimas. Tvarka ir teisingumas fusionierte im Juni 2020 mit der liberalen Lietuvos laisvės sąjunga (LLS; Litauische Freiheitsunion) zur Partei Laisvė ir teisingumas (Freiheit und Gerechtigkeit), deren Vorsitzender Žemaitaitis anschließend bis zum November 2022 war. Dann wurde er von Artūras Paulauskas an der Parteispitze abgelöst.
Im Mai 2023 veröffentlichte Žemaitaitis auf Facebook antisemitische, israelfeindliche Kommentare und behauptete unter anderem, dass „die Juden und Russen“ ethnische Litauer während des Zweiten Weltkriegs unterdrückt hätten und für das Massaker im Dorf Pirčiupiai im Jahr 1944 verantwortlich seien. Die Kommentare wurden von litauischen Politikern, der litauischen jüdischen Gemeinde und zahlreichen Botschaftern in Litauen scharf kritisiert und verurteilt. Das Büro des Generalstaatsanwalts leitete eine Untersuchung zu Žemaitaitis' Handlungen ein. Am 19. Mai 2023 beendete Freiheit und Gerechtigkeit Žemaitaitis' Mitgliedschaft in der Partei aufgrund seiner antisemitischen Äußerungen.
Im November 2023 gründete er die neue Partei Nemuno aušra („Morgenröte der Memel“), die ein rechtspopulistisches Programm mit Elementen linker Wirtschaftspolitik verbindet und der Žemaitaitis seither vorsteht. Ende April 2024 legte er sein Mandat im Seimas nieder. Bei der litauischen Präsidentschaftswahl im Mai 2024 kam er mit 9,3 Prozent der Stimmen auf den vierten Platz. Žemaitaitis’ Partei Nemuno aušra wurde bei der Parlamentswahl im Oktober desselben Jahres mit 15 Prozent der Stimmen drittstärkste Kraft. Als Vertreter des Wahlkreises Kelmė–Šilalė wurde er selbst erneut in den Seimas gewählt. Seine Partei ging anschließend eine Koalition mit der sozialdemokratischen LSDP und der grün-konservativen Mitte-links-Partei DSVL ein, in der Žemaitaitis jedoch kein Regierungsamt übernahm.

## Familie
Žemaitaitis ist mit der Juristin Živilė Žemaitaitienė verheiratet.